# Anochetus dubius
Anochetus dubius é uma espécie de formiga do gênero Anochetus, pertencente à subfamília Ponerinae.